# روزالي كرايغ
روزالي كرايغ (بالإنجليزية: Rosalie Craig)‏ هي ممثلة بريطانية، ولدت في 30 مايو 1981 بنوتنغهام في المملكة المتحدة.

## وصلات خارجية
- روزالي كرايغ على موقع IMDb (الإنجليزية)
- روزالي كرايغ على موقع ألو سيني (الفرنسية)
- روزالي كرايغ على موقع أول موفي (الإنجليزية)
- روزالي كرايغ على موقع قاعدة بيانات الفيلم (الإنجليزية)
- روزالي كرايغ على موقع كينوبويسك (الروسية)